# Beelitz
Beelitz er en by i landkreis
Potsdam-Mittelmark i den tyske delstat Brandenburg. Den er beliggende 18 km syd for Potsdam, og 40 km fra Berlin. Beelitz ligger midt i Naturparks Nuthe-Nieplitz.
Beelitz ligger i det største asparges-distrikt i Brandenburg.
Bydelen Beelitz-Heilstätten, er hjemsted for et stort hospitalskompleks hvis historie går tilbage til 1800-tallet. Det var et tysk militærhospital indtil afslutningen af 2. verdenskrig. I 1945 blev Beelitz-Heilstätten was okkuperet af Sovjettropper, og det forblev et russisk hospital indtil Tysklands genforening i 1995. I 1916 var Adolf Hitler på rekreation på på Beelitz-Heilstätten efter at han blev såret i benet under 1. verdenskrig. Erich Honecker var indlagt med leverkræft efter at han var trådt tilbage som leder af DDR.
Efter russernes tilbagetrækning forsøgte man at omdanne det til et privathospital, men det blev ikke nogen ubetinget succes, og store dele af hospitalet er nedlagt, og fremstår nu nærmest som en spøgelsesby.

## Links
- Beelitz-Heilstätten online Arkiveret 14. december 2007 hos  Wayback Machine
- Neurologische Rehabilitationsklinik Beelitz-Heilstätten
- Fotogalleri fra de forladte hospitalsbygninger

- Wikimedia Commons har flere filer relateret til Beelitz